# Martin Koscelník
Martin Koscelník (Vranov nad Topľou, 2 marzo 1995) è un calciatore slovacco, difensore del Slovácko.

## Palmarès

### Club

#### Competizioni nazionali
- 2. Liga: 1

Zemplín Michalovce: 2014-2015